# 1253년

## 연호
- 남송(南宋) 보우(寶祐) 원년
- 일본(日本) 겐초(建長) 5년
- 쩐 왕조(陳朝) 응우옌퐁(元豊) 3년

## 기년
- 남송(南宋) 이종(理宗) 29년
- 고려(高麗) 고종(高宗) 40년
- 몽골 몽케 칸 3년
- 쩐 왕조(陳朝) 태종(太宗) 29년

## 사건
- 몽고. 고려에 5차로 침입하여 충주성전투에서 물리치다.